# Коялович, Михаил Осипович
Михаи́л О́сипович (Иосифович) Кояло́вич (20 сентября [2 октября] 1828, Гродненская губерния— 23 августа [4 сентября] 1891, Санкт-Петербург) — российский историк, политический публицист и издатель. Ведущий представитель «западнорусской» исторической школы.

## Биография
Михаил Коялович родился в местечке Кузница Сокольского уезда Гродненской губернии в семье униатского (греко-католического) священника. Его отец был одноклассником митрополита Иосифа (Семашко) по Главной семинарии при Виленском университете, стал униатским священником, а затем воссоединился с православной церковью.
Образование Михаил Осипович получал в Супрасльском духовном училище, окончил которое в 1845 году, затем в Литовской духовной семинарии до 1851 года. В 1851 году он поступил в Санкт-Петербургскую духовную академию, которую окончил в 1855 году.
С 6 ноября 1855 года Коялович преподавал в Рижской и Петербургской духовных семинариях, а 12 мая 1856 года он стал преподавателем Санкт-Петербургской духовной академии. В 1856—1862 году работал на кафедре сравнительного богословия и русского раскола, в 1862—1868 гг. — на кафедре русской гражданской и церковной истории, с 1868 года до смерти — на кафедре русской гражданской истории.
5 февраля 1857 года Коялович был утверждён в звании магистра богословия. С 1865 года — член Комиссии по разбору и описанию архива Святейшего Синода. В 1873 году стал доктором богословия (диссертация «История воссоединения западнорусских униатов старых времен (до 1800)») и ординарным профессором Санкт-Петербургской духовной академии, а в 1881 году стал заслуженным ординарным профессором.
В 1858 году Коялович женился на Надежде Платоновне Менчиц. Имел троих сыновей.

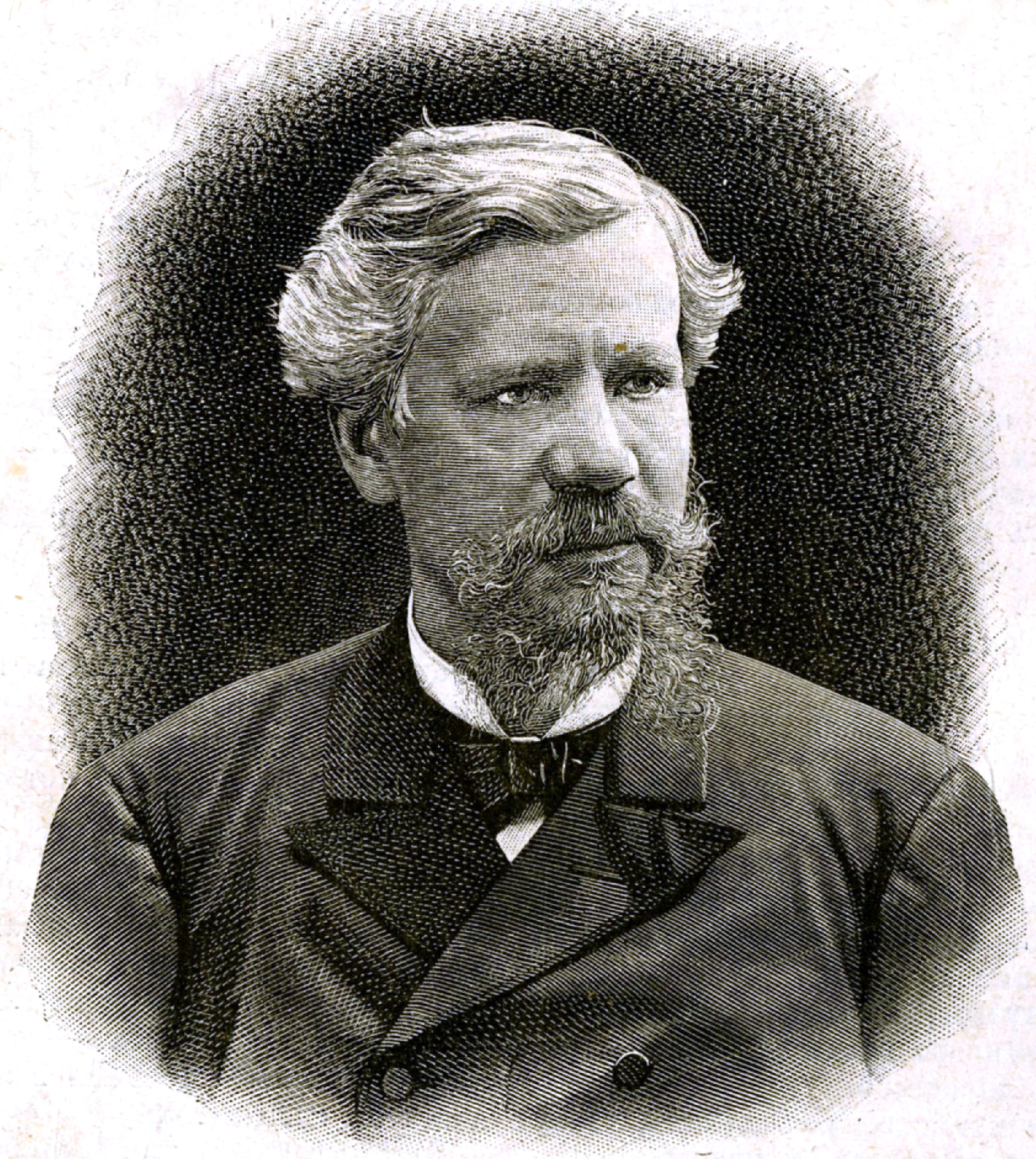
Михаил Коялович, 1891

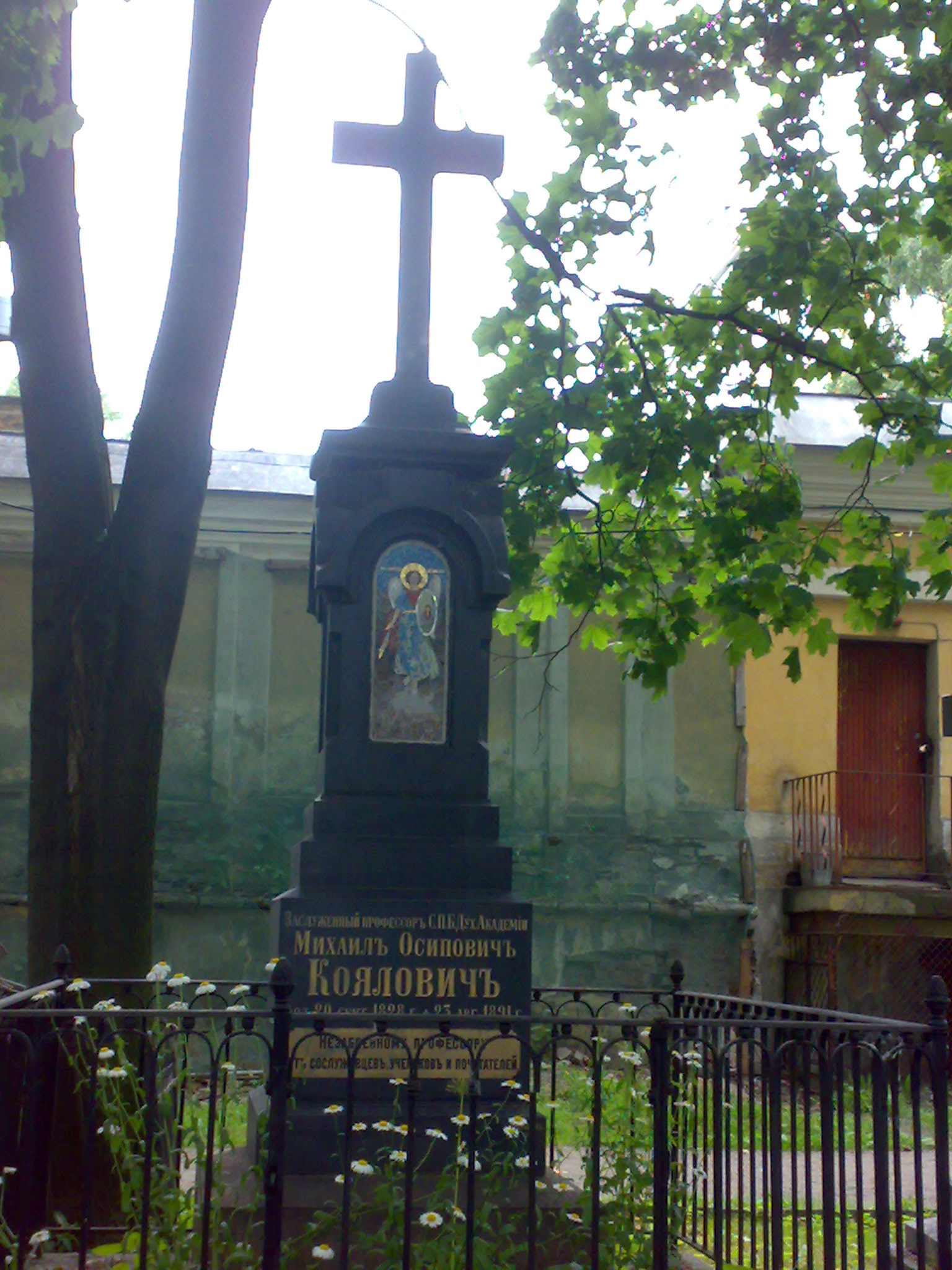
Могила М. О. Кояловича на Никольском кладбище Александро-Невской лавры

Похоронен на Никольском кладбище Александро-Невской лавры, где установлен надгробный памятник.

## Научно-публицистическая деятельность
Печатался в периодических изданиях — газете «День», журнале «Гражданин», раскрывая темы русско-польских отношений, западнорусской истории и современности. Совместно с сыном Михаилом издавал политико-литературный еженедельный журнал «Правда» (с 1888 года).
Научные исследования Кояловича посвящены истории униатства, церковной и общей истории Западного края, истории русского самосознания, историографии истории России. Он был приверженцем и одним из идеологов западнорусизма, отстаивал точку зрения, что белорусы являются самобытной частью русского народа наравне с великороссами и малороссами, развивал национально-монархические идеи, идеи единства русского народа. Литовцев Коялович считал ветвью («племенем») западнорусского народа, наряду с белорусами и малоросами, при этом называя их «„сторожевым полком русским“, защищавшим Русь от прусских и ливонских рыцарей». По мысли Кояловича, вся история Северо-Западного края — это русская история, здесь живёт русский народ, местное белорусское наречие — это «мост» между малороссийским и великорусским наречиями.
Коялович был противником исторического объективизма: «Не доверяйте обманчивой объективности, в истории её меньше всего; в истории почти всё субъективно». Лучшим из «субъективизмов» историк считал славянофильский субъективизм: «Он лучше других, — утверждал профессор, — и в народном, и в научном смысле, и даже в смысле возможно правильного понимания и усвоения общечеловеческой цивилизации». Его капитальное исследование «История русского самосознания по историческим памятникам и научным сочинениям», в котором автор даёт подробный разбор русской исторической науки, вызвало симпатии в славянофильских кругах. Так, Иван Аксаков называл эту работу «превосходнейшим и крайне полезным трудом», а Лев Тихомиров считал, что эту книгу обязан иметь у себя каждый думающий человек. В 1865 году вышла его работа «Историческое исследование о Западной России», носящая пропагандистский характер.
Его сочинение «Чтения по истории Западной России» (изд. 3-е. — СПб., 1884) Министерством народного просвещения было отмечено Большой премией имени императора Петра Великого.

## Преподавательская деятельность
На преподавательском поприще Коялович достиг больших высот. Он пользовался любовью среди студентов, имел репутацию первоклассного лектора. Вокруг Кояловича в Санкт-Петербургской духовной академии сложилась целая плеяда историков — его учеников, воспринявших и развивших идеи своего учителя: О. В. Щербицкий, П. Н. Жукович, Ю. Ф. Крачковский, П. А. Червяковский, Г. Я. Киприанович, И. А. Котович, Н. Р. Диковский. Также большое влияние Коялович оказал на мировоззрение А. И. Шавельского, А. Б. Белецкого, Е. Ф. Орловского, А. С. Будиловича, Л. С. Паевского, А. В. Ярушевича, К. В. Харламповича, Н. И. Теодоровича, Л. М. Солоневича и многих других историков, церковных, политических и общественных деятелей. Учёного считают основателем православной исторической школы.